# Hermínia da Cruz Fortes
Hermínia da Cruz Fortes, más conocida como Hermínia d'Antónia de Sal, (Isla de São Vicente, 17 de septiembre de 1941 — Isla de Sal, 7 de febrero de 2010) fue una cantante caboverdiana.

## Biografía
Nació en la isla de São Vicente. Era prima de Cesária Évora e hija de Antónia da Cruz Fortes y António da Rocha Évora. Aprendió a cantar con su madre, que también tocaba la viola y el cavaquinho. Perdió a su madre a temprana edad y se fue a vivir con su tía a la isla de Sal.
A los 33 años, grabó su primera morna, Cavol, para la Radio Nacional de Mindelo, lo que le dio la oportunidad de cantar en restaurantes y hoteles. Fortes también trabajó en especiales con su prima Cesária Évora en el Hotel Porto Grande, en ese momento el mayor de la ciudad de Mindelo. En una de esas actuaciones, se encontraba entre el público Gilbert Castro, propietario de la Melodie francesa, y el músico y compositor caboverdiano Vasco Martins.
A raíz de esa actuación, en 1998 Fortes grabó un disco con Vasco Martins, Coraçon Leve, que contenía sobre todo mornas y estuvo arreglado por Voginha. Presentó el álbum en varios países como Bélgica, Costa de Marfil, España, Francia, Holanda, Italia, Portugal y Senegal. En 2006, sacó su segundo disco, Do Sal.
Fue descrita por la prensa como una anciana "que canta con el alma radiante de una adolescente" y el periodista Fernando Magalhães dijo en 1999 tras asistir a su concierto en el Centro Cultural de Belém (CCB) en Lisboa, que tenía una voz "aguda y llena de vibrato" en un cuerpo frágil y quebradizo.
Fortes falleció en febrero de 2010 en la Isla de Sal a los 68 años, a causa de una larga enfermedad avivada por el tabaco y el alcohol.